# Глендейл (Колорадо)
Вижте пояснителната страница за други значения на Глендейл.
Глендейл (на английски: Glendale) е град в окръг Арапахо, щата Колорадо, САЩ. Глендейл е с население от 4547 жители (2000) и обща площ от 1,4 km². Намира се на 1632 m надморска височина. ЗИП кодът му е 80246, а телефонният му код е 303, 720.